# Atimura nilghirica
Atimura nilghirica är en skalbaggsart som beskrevs av Stefan von Breuning 1940. Atimura nilghirica ingår i släktet Atimura och familjen långhorningar. Inga underarter finns listade.